# Åros
Åros is een plaats in de Noorse gemeente Asker, provincie Akershus . Åros telt 1323 inwoners (2007) en heeft een oppervlakte van 1,48 km². Het dorp ligt aan de westkust van de Oslofjord, 40 kilometer ten zuiden van Oslo.